# 다마하타촌
다마하타촌(玉幡村)은 야마나시현 나카코마군에 있던 촌이다. 현재의 가이시에 해당한다.

## 역사
- 1874년 10월 - 고마군 5개 촌이 합병해 다마하타촌이 성립하였다.
- 1878년 7월 22일 - 군구정촌편직법에 의해, 다마하타촌은 나카코마군에 소속되었다.
- 1889년 7월 1일 - 정촌제 시행에 의해 다마하타촌이 단독으로 지자체를 형성하였다.
- 1956년 9월 30일 - 류오촌과 합병해 류오정이 성립하여, 동일 다마하타촌은 폐지되었다.

## 참고문헌 =
- 角川日本地名大辞典 19 山梨県